# 2-methylpentan-1-ol
2-methylpentan-1-ol is een organische verbinding met als brutoformule C6H14O. De stof wordt toegepast als oplosmiddel en als synthon in de synthese van andere stoffen. Het koolstofatoom met de methylgroep draagt vier verschillende groepen en is dus een chiraal centrum: de verbinding kan in een R- en een S-vorm bestaan.

## Toxicologie en veiligheid
De damp-lucht-mengsels zijn explosief tussen 1,1 en 9,65% (vol/vol).